# キトカン・ベイ (護衛空母)
キトカン・ベイ (USS Kitkun Bay, AVG/ACV/CVE-71) は、アメリカ海軍の護衛空母。カサブランカ級航空母艦の17番艦。艦名はアラスカ州南東部プリンスオブウェールズ島のキトカン湾に由来する。

## 艦歴
「キトカン・ベイ」は当初AVG-71（航空機搭載護衛艦）に分類されたが1942年8月20日にACV-71（補助空母）に艦種変更され、1943年7月15日に再びCVE-71（護衛空母）へと艦種変更された。1943年5月3日に合衆国海事委員会の契約下ワシントン州バンクーバーのカイザー造船所で、エドワード・A・クルーズ夫人によって進水し、12月15日にJ. P. ホイットニー艦長の指揮下で就役した。

### 1944年
「キトカン・ベイ」は太平洋岸を巡航した後、1944年1月28日にサンディエゴを出港して、要員、航空機およびその他の貨物を輸送するためニューヘブリディーズ諸島のアメリカ軍基地に向かった。輸送任務終了後、2月18日に真珠湾に寄港し、3月6日にサンディエゴに帰投した。帰投後、航空隊が搭載され、ハロルド・B・サラダ少将率いる第26空母群司令部が乗艦してきた。5月1日、最終訓練を仕上げるために真珠湾に向けて出港した。

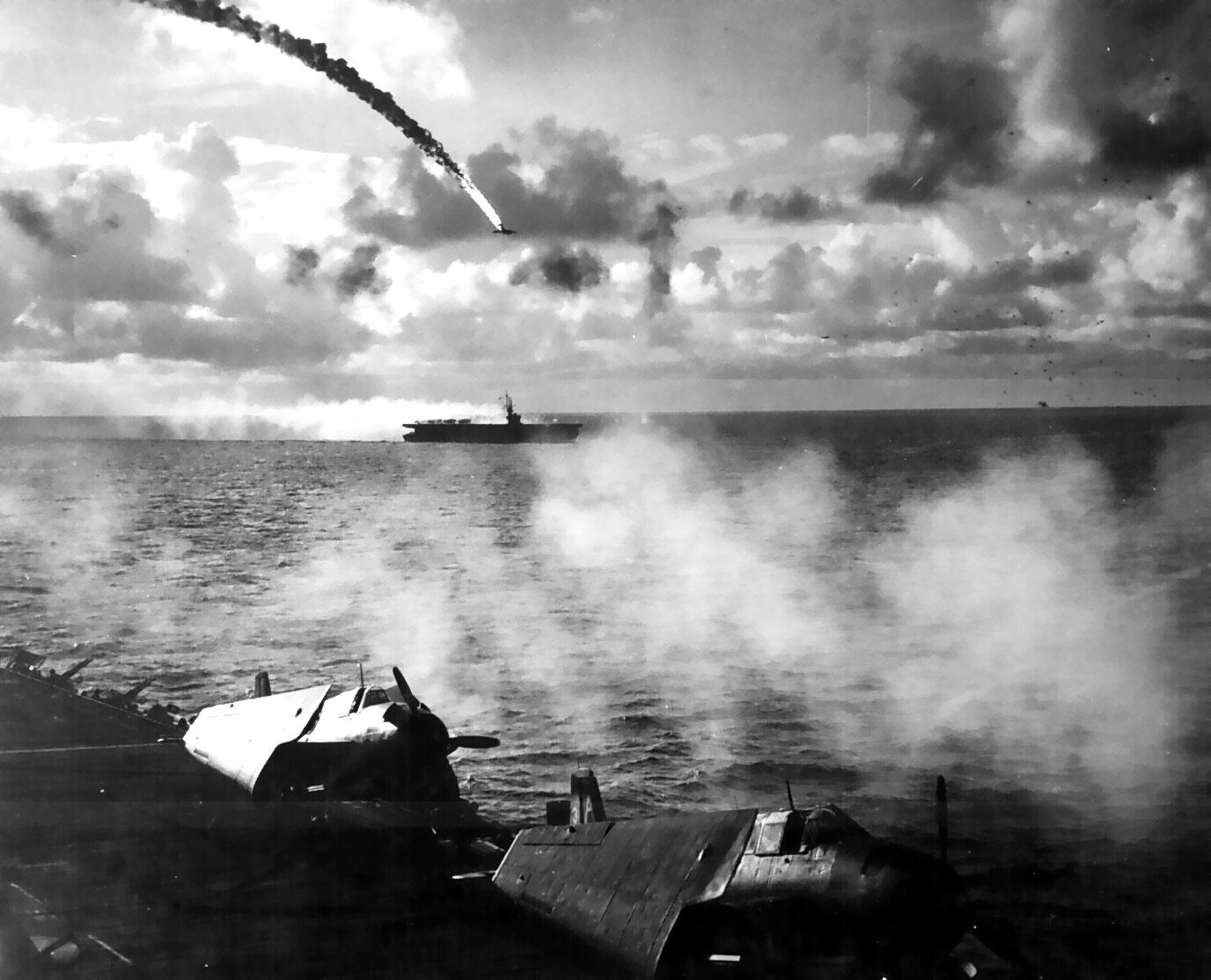
被弾して「キトカン・ベイ」上空を通過して墜落する日本機（1944年6月）

5月31日、「キトカン・ベイ」の空母群はサイパン島に上陸する、第52.17任務群の輸送船団および火力支援部隊を護衛して出撃した。6月13日、「キトカン・ベイ」は早くも日本機の空襲を受けたが、即座に撃墜した。翌日、「キトカン・ベイ」の航空機は、マリアナ諸島の東方から各地の日本軍施設および航空基地を片っ端から爆撃して、サイパン上陸の援護を開始した。6月17日、8機の日本機が「キトカン・ベイ」に挑戦してきたが、瞬く間に撃墜された。翌日にも3機が爆撃してきたが、これも対空砲火で撃墜した。6月23日には、搭載の航空隊の総力を挙げてテニアン島の日本軍航空基地を爆撃し、第六十一航空戦隊に大打撃を与えた。7月に入り、エニウェトク環礁で一時的な休息をとったが、7月14日には再びサイパン島沖に姿を現し、サイパン島とテニアン島に圧力をかけ続けた。8月2日から4日にかけては、グアムを攻撃した。マリアナ諸島での一連の作戦を終えた後、エスピリトゥサント島に帰投した。
「キトカン・ベイ」は、追加訓練のためソロモン諸島海域で行動した後、9月8日にパラオ近海に向けて出撃。「キトカン・ベイ」の任務群は、9月15日から21日までペリリューの戦いおよびアンガウルの戦いを支援した後、マヌス島に下がって、来るレイテ上陸に備えて準備を行った。10月12日、「キトカン・ベイ」はクリフトン・スプレイグ少将率いる第77.4.3任務隊（通称「タフィ3」）に加わり、マヌス島を出撃した。10月20日のレイテ島上陸作戦当日、レイテ島の日本軍に対する攻撃を開始。上陸部隊援護の作戦は10月24日までは確実に続けられ、10月25日も予定の行動を行うためサマール島の北西海域を航行していた。

### サマール沖海戦と敷島隊
10月25日朝、第77.4.3任務隊の航空機は対潜哨戒のため一斉に飛び去った。その時、任務群旗艦「ファンショー・ベイ (USS Fanshaw Bay, CVE-70) 」の見張りが北西の方角に対空砲火を発見。これと同時に、「ファンショー・ベイ」のレーダーも北西方向に複数の目標を探知していた。栗田艦隊が、第77.4.3任務隊の目の前に出現しつつあった。「ファンショー・ベイ」のスプレイグ少将は、ただちに栗田艦隊とは逆の方向に全速力で逃げるよう命令を出し、同時に第7艦隊（トーマス・C・キンケイド中将）に救援を求める緊急電報を発信して、任務群の全艦艇は煙幕を張りながらスコールに向かっていった。栗田艦隊はよいレーダーを持たぬとはいえ、次第に護衛空母や駆逐艦、護衛駆逐艦に命中弾および至近弾を与えつつあった。「キトカン・ベイ」の周囲には至近弾が落下したが、命中弾は無かった。「キトカン・ベイ」は出動可能機全機で反撃を行い、重巡洋艦「鳥海」と思しき巡洋艦に打撃を与えた。スプレイグ少将は、栗田艦隊と最初に接触した時点で「あと5分も敵の大口径砲の射撃を受け続ければ、わが艦隊は全滅していただろう」と言ったが、任務群はスコールの助けと駆逐艦、護衛駆逐艦の必死の反撃により、接触から2時間近く経っても辛うじて健在だった。9時11分、スプレイグ少将の理解しがたい事が起こった。栗田艦隊は、別の機動部隊を求めに行くとの名目で戦場を去っていき、二度と第77.4.3任務隊の目の前には姿を見せなかった。スプレイグ少将は後に、「戦闘で疲れ切った私の頭脳は、この事実をすぐには理解できなかった」と回想している。やがて戦闘配置は解かれ、護衛空母「ガンビア・ベイ (USS Gambier Bay, CVE-73) 」を失った第77.4.3任務隊の空母は再び輪形陣を構成したが、旗艦の「ファンショー・ベイ」は損傷により輪形陣からは遅れがちだった。
7時25分にマバラカット基地を出撃した神風特別攻撃隊敷島隊（関行男大尉）が、10時49分に雲上から第77.4.3任務隊に向けて突入してきた。「キトカン・ベイ」の見張りは突入機と直掩機を発見し、突入機は40度の角度を以って突入してきた。やがて突入機は、上空で一回転し、艦橋をかすめて飛行甲板外側部の通路に命中したが、爆弾は直撃せず海面で爆発し、爆発で生じた火災も即座に消し止められたため、被害は最小限に食い止められた。この攻撃では、護衛空母「セント・ロー (USS St. Lo, CVE-63) 」が沈没し、「キトカン・ベイ」の他には「カリニン・ベイ (USS Kalinin Bay, CVE-68) 」と「ホワイト・プレインズ (USS White Plains, CVE-71) 」も損傷した。敷島隊のどの機がどの空母に突入したのかは定かではない。「キトカン・ベイ」は一連の戦いで搭載機2機と、そのパイロットを失った。補給と修理のためマヌス島に下がった後、11月1日に出港して11月7日に真珠湾に帰投。搭載飛行隊がVC-5からVC-91に交代した。

### 1945年
整備と修理を終えた「キトカン・ベイ」は真珠湾を出港し、道中で潜水艦からのものと思しき攻撃に遭ったが回避して、12月17日にマヌス島に到着した。「キトカン・ベイ」は第77.4.3任務隊の旗艦となり、1945年の元日を迎えた。第77.4.3任務隊は他の護衛空母任務隊とともにリンガエン湾に上陸する部隊の護衛にあたっていた。上陸部隊は多数の艦艇の護衛を得てスリガオ海峡、ミンダナオ海、スールー海と通過してリンガエン湾に入り、上陸作戦の発動を待った。これに対し、日本軍は連日神風を繰り出して艦隊への攻撃を行い、リンガエン湾到着までに護衛空母「オマニー・ベイ (USS Ommaney Bay, CVE-79) 」などを撃沈破していた。1月8日、この日も朝から神風が艦隊に降り注いでいたこの日の主力は日本陸軍の神風で、豪重巡洋艦「オーストラリア (HMAS Australia, D84) 」と米護衛空母「カダシャン・ベイ (USS Kadashan Bay, CVE-76) 」が損傷した。18時57分、陸軍特攻石腸隊（九九式襲撃機4機）が艦隊を襲撃してきたので、「キトカン・ベイ」では戦闘機を緊急発進させて、対空砲火と協力して石腸隊を追い払った。しかし、その間隙を縫って爆装した四式戦闘機の集団が飛来し、そのうちの1機が左舷吃水線付近に命中した。搭載していた2発の爆弾は爆発しなかったが、それでも機関室は火災を起こして艦は左に大きく傾いた。また、運悪く対空砲火を打ち上げていた護衛駆逐艦の5インチ砲弾が誤って右舷部に命中し、16名が戦死して37名が負傷した。航行不能となった「キトカン・ベイ」は任務群旗艦の座を護衛空母「シャムロック・ベイ (USS Shamrock Bay, CVE-84) 」に移し、タグボートに曳航されて戦場を後にした。翌日、「キトカン・ベイ」は辛うじて1台のエンジンのみが起動可能となり、レイテ湾、マヌス島、真珠湾を経て、2月28日にサンペドロに到着した。
2ヵ月後、修理を終えた「キトカン・ベイ」はハワイに向けて出港。ハワイ水域での訓練を終えた後、第3艦隊（ウィリアム・ハルゼー大将）に加わるためウルシー環礁に向かい、6月15日に到着した。7月3日、日本本土への最終攻撃を行う第38任務部隊（ジョン・S・マケイン・シニア中将）への支援を行うためウルシーを出撃し、洋上で合流して支援任務を行った。8月15日に日本が降伏して戦争が終わると、北日本地域を占領する北太平洋部隊（フランク・J・フレッチャー大将）指揮下の第44任務部隊に合流するためアダック島に向かった。9月7日に本州および北海道海域に到着し、9月27日まで滞在して、日本軍によって収容されていたアメリカ人捕虜に対する支援全般任務を行った。その後、マジック・カーペット作戦に参加して、554名の復員兵を乗せて10月19日にサンフランシスコに到着。1946年1月12日にサンペドロでその任務を終えるまで、真珠湾と沖縄の間で復員兵輸送任務を行った。
「キトカン・ベイ」は1946年2月18日にワシントン州ブレマートンのピュージェット・サウンド海軍造船所に入り、4月19日に退役した。1946年11月18日にオレゴン州ポートランドのジデル・マシーナリー・アンド・サプライ社に売却され、1947年初めに廃棄された。
「キトカン・ベイ」は第二次世界大戦の戦功で6つの従軍星章と殊勲部隊章を受章した。